# Flora und Fauna Israels

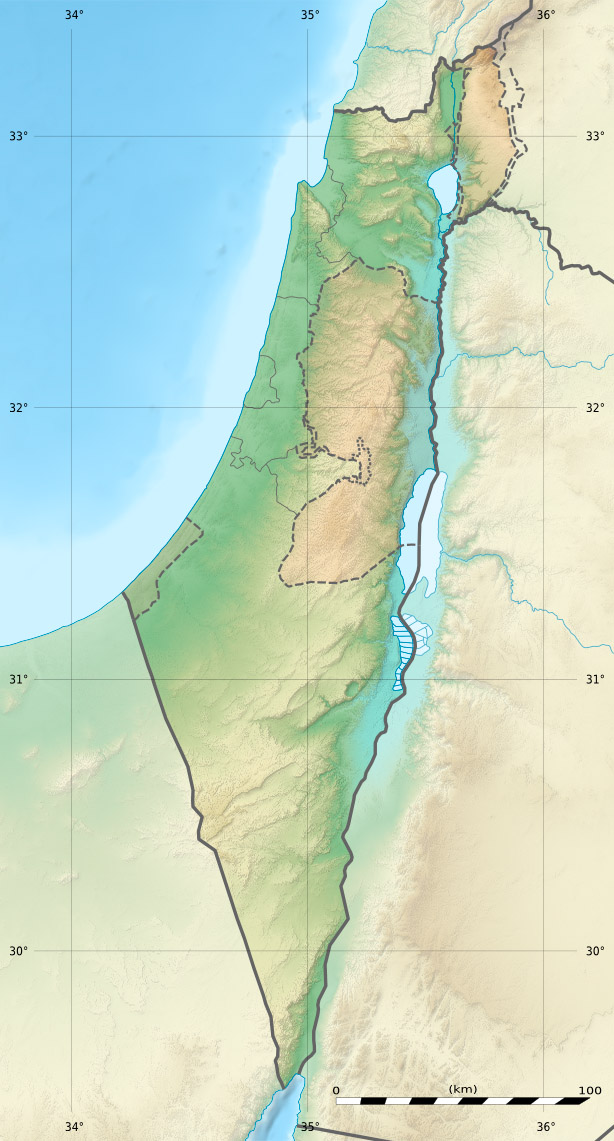
Physische Karte Israel

Israels Flora und Fauna ist sehr vielfältig und wird durch Israels Lage zwischen Wüstengebieten und mediterranen Wäldern beeinflusst.

## Flora
Aus Israel werden 2630 Pflanzenarten (Stand: 1992) angegeben. Dies ist, bezogen auf die Größe des Landes, ein hoher Wert. 286 Arten sind gesetzlich geschützt, vor allem attraktive Arten, die durch direktes Sammeln bedroht sind. Im Jahr 2003 galten 370 Arten als bestandsbedroht und wurden in eine Rote Liste aufgenommen. 34 Pflanzenarten sind seit 1965 im Land ausgestorben. Die israelische Flora ist recht gut erforscht. Für die Bestimmung hilfreich sind die Analytical Flora von Avinoam Danin und Flora Palaestina Mindestens 155 Arten gelten als Endemiten, die nirgendwo anders vorkommen. Dieser relativ geringe Wert geht auf die geringe Größe des Landes, in Verbindung mit jeweils hoher Ähnlichkeit zu den Nachbarländern, zurück.
Die Vegetation und Flora des Landes wird durch einen klimatischen Gradienten, in Verbindung mit dem Höhenprofil, bestimmt. An die Mittelmeerküste schließt im Norden des Landes die dicht besiedelte westgaliläische Küstenebene an, die durch mediterranes Klima mit relativ ergiebigem Winterregen (etwa 400 bis 800 mm Niederschlag, fast ausschließlich von Dezember bis Februar) gekennzeichnet ist und eine typische Mittelmeerflora beherbergt. Sie nimmt etwa ein Drittel der Landesfläche ein. Naturnähere Bereiche sind hier von Buschland (Phrygana, lokal batha genannt) oder Felsheiden gekennzeichnet. Dies sind die artenreichsten Bereiche des Landes. Die höchsten Erhebungen im Nordosten, der Hermon und die Golanhöhen, erhalten die höchsten Niederschläge, sie sind durch mediterranes Gebirgsklima (oromediterran) gekennzeichnet und besitzen trotz der geringen Ausdehnung eine eigene Flora, im Gipfelbereich mit Dornpolstervegetation. Südlich und östlich der Ebene, an den Westhängen des Judäischen Hügellands schließt sich mit der Schefelah eine mäßig aride Zone mit Steppenvegetation an, die im Süden, im nördlichen Negev, in eine Strauchsteppe übergeht. Die Osthänge des Hügellands sind trockener und tragen trockene Steppenvegetation. Der südliche Negev und der südliche Jordangraben mit dem Toten Meer sind noch trockener und durch echte Wüstenvegetation gekennzeichnet. Hier mischen sich weit verbreitete Arten der Sahara und der Arabischen Wüsten mit östlich verbreiteten irano-turanischen Arten, die über die syrischen Wüsten und den Iran ostwärts vorkommen. Eingelagerte Felsmassive sind artenreicher und beherbergen auch endemische Arten, im Sinai sind alle 28 endemischen Arten an Felsstandorte gebunden. Bodenfeuchte Stellen bilden Oasen mit einer eigenen Flora, die sich durch Arten mit Schwerpunktvorkommen im nördlichen Afrika (sahelische, oder sudanische, Florenelemente) auszeichnen.
Die Gehölzvegetation des Landes wird von Kulturarten oder Aufforstungen von Forstbaumarten wie Aleppo-Kiefer (Pinus halepensis) und Rotem Eukalyptus (Eucalyptus camaldulensis) dominiert. Von den Kulturarten sind Olivenbaum (Olea europaea) und Mandelbaum (Prunus dulcis) (und vermutlich auch Echte Dattelpalme (Phoenix dactylifera)) im Land einheimisch und könnten hier domestiziert worden sein. Durch die seit prähistorischen Zeiten dichte Besiedlung, den Einfluss des Weideviehs (vor allem der Ziegen) und die im Sommer oft verheerenden Brände ist die natürliche Vegetation vielerorts zu Relikten zusammengeschmolzen.
Selten, so im Schutzgebiet am Har Meron, gibt es noch Reste natürlicher Wälder oder Macchien. In den niederschlagsreicheren Gebieten im Norden bestehen sie aus der östlichen Kleinart der Kermes-Eiche (Quercus calliprinos), Quercus boissieri (syn. Quercus infectoria subsp. veneris, einer Eichenart oder Unterart aus dem Quercus infectoria-Aggregat) und Östlichem Erdbeerbaum (Arbutus andrachne), in anderen Regionen auch Echter Lorbeer (Laurus nobilis). In wärmeren Regionen bildet manchmal Quercus ithaburensis oder Atlantische Pistazie (Pistacia atlantica) aufgelockerte, parkartige Baumbestände. In trockeneren Regionen, die noch genügend Winterregen erhalten, sind Johannisbrotbaum (Ceratonia siliqua) und Mastixstrauch (Pistacia lentiscus), manchmal begleitet von wilden Olivenbäumen, die charakteristischen Arten, wobei echte Wälder nicht mehr existieren. In den trockeneren Wüsten- und Steppenregionen sind Bäume auf Oasen beschränkt. Die Steppen oder Zwergstrauchheiden können aber sehr artenreich sein, darunter attraktive Arten wie die endemische Iris haynei am Gilboa.

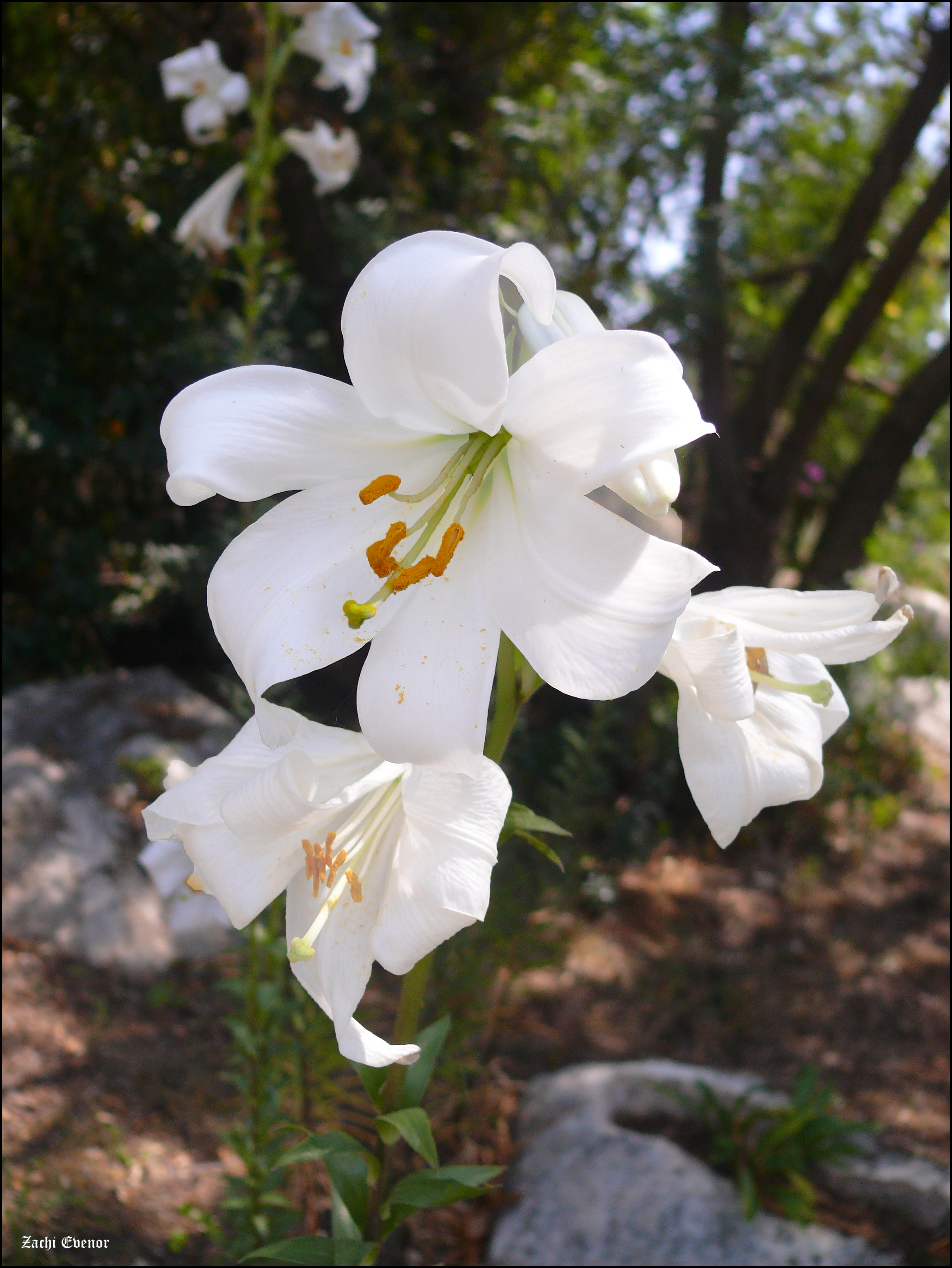
Lilium candidum
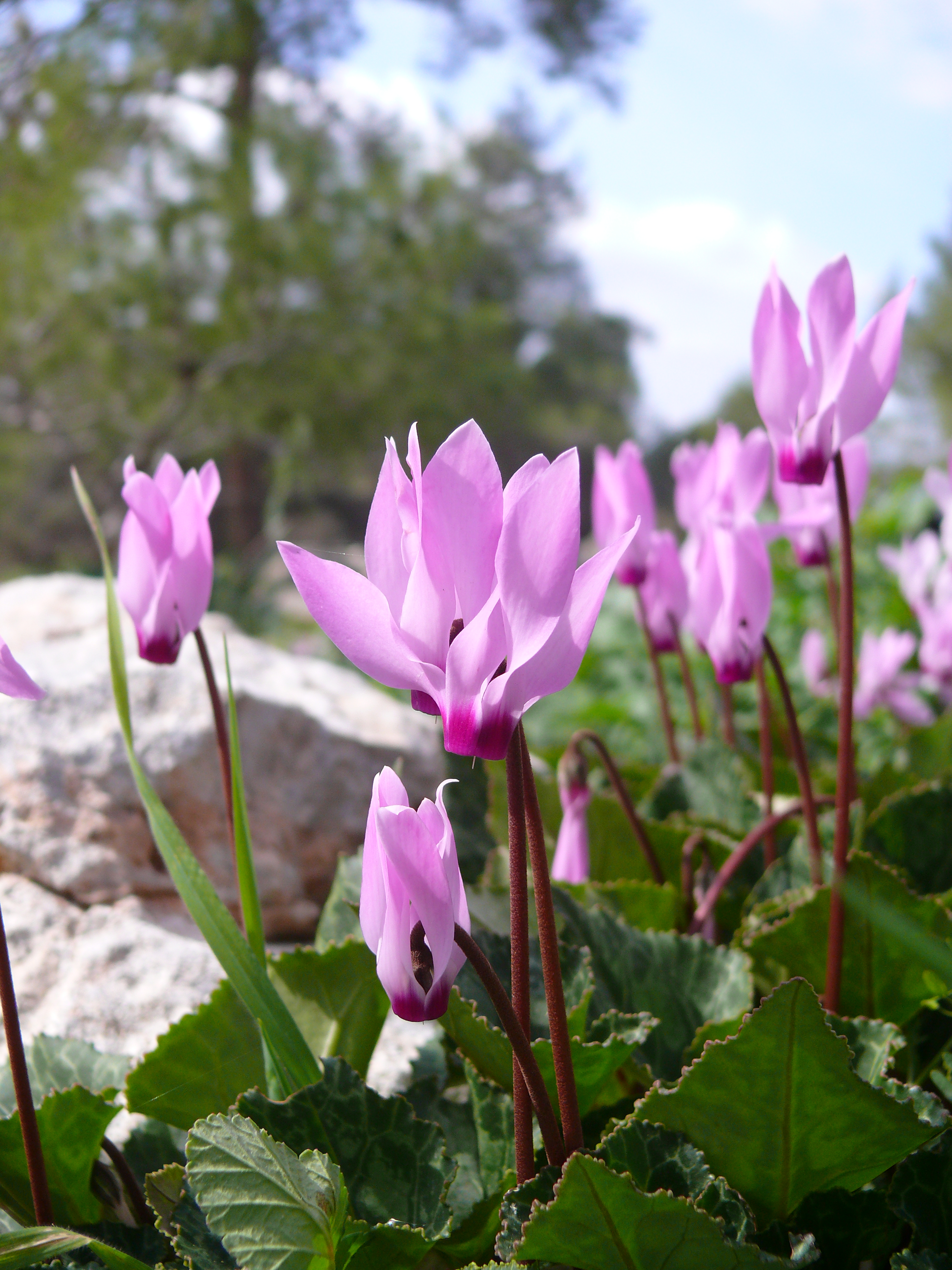
Cyclamen persicum
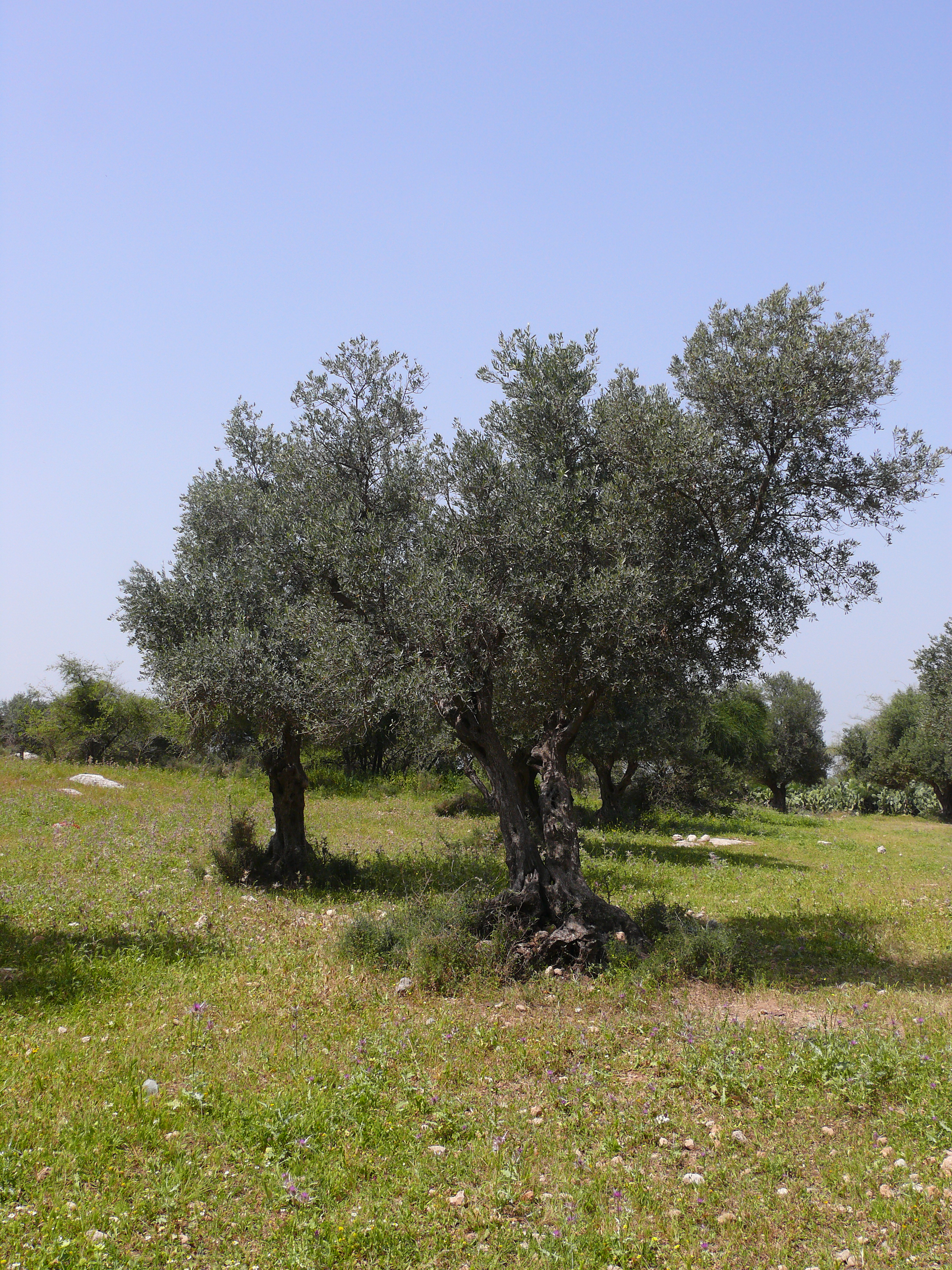
Olivenbaum
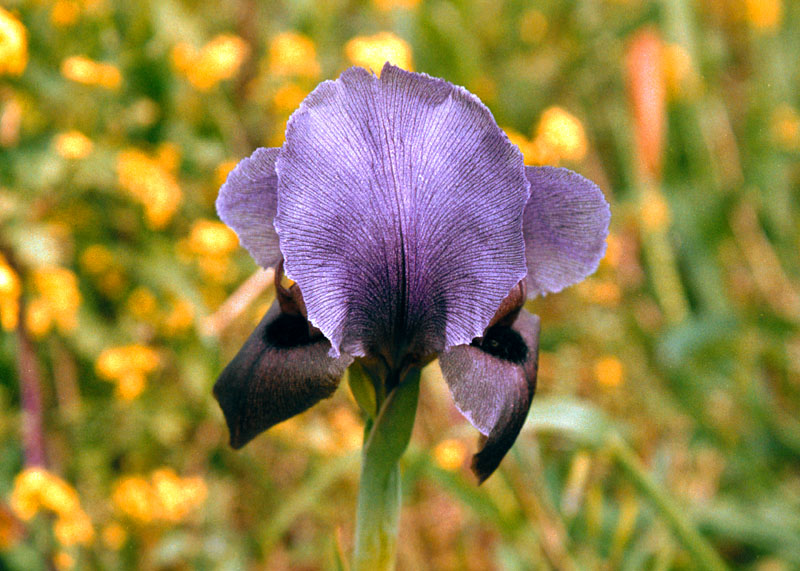
Iris haynei
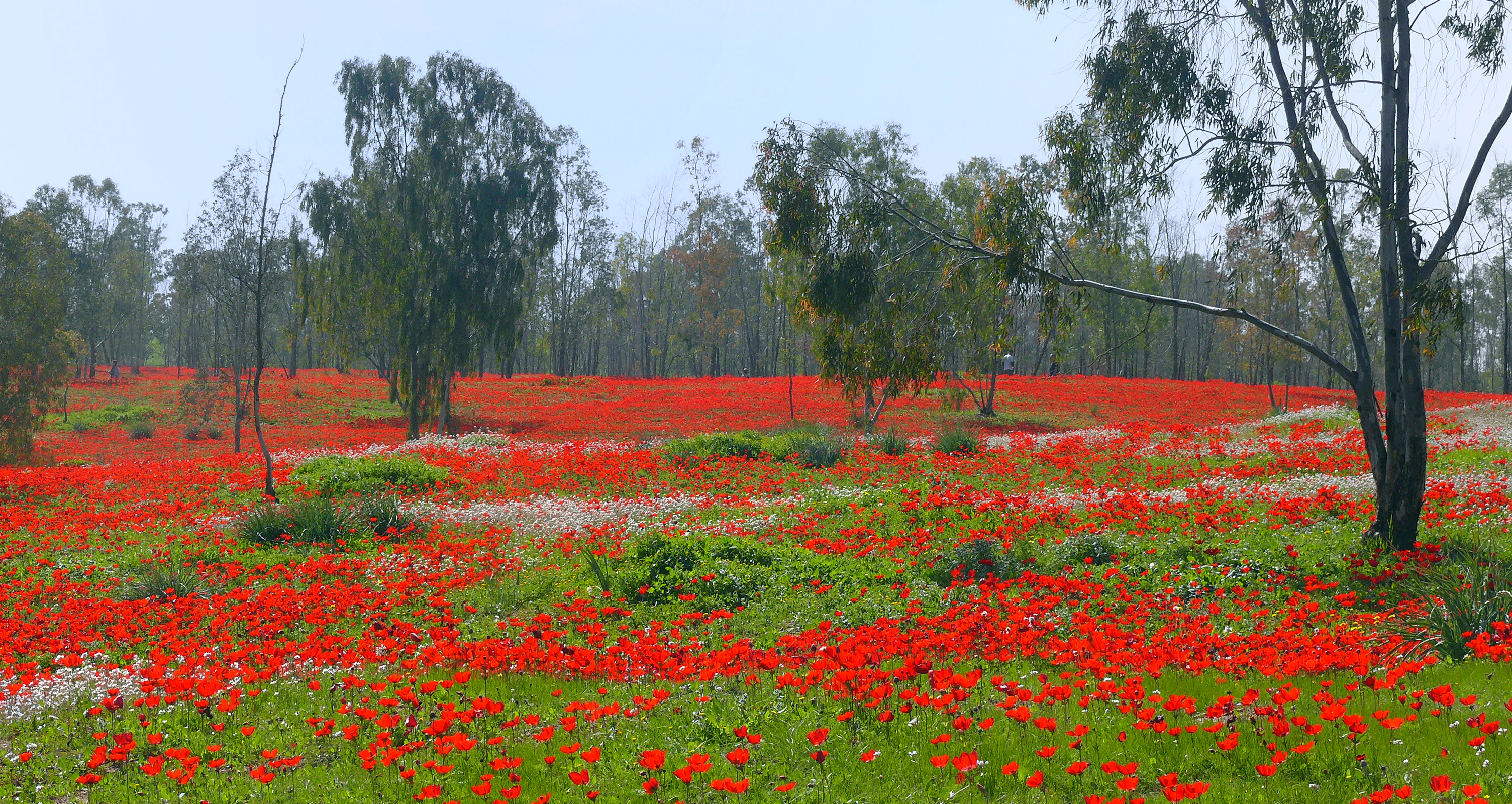
Anemone coronaria
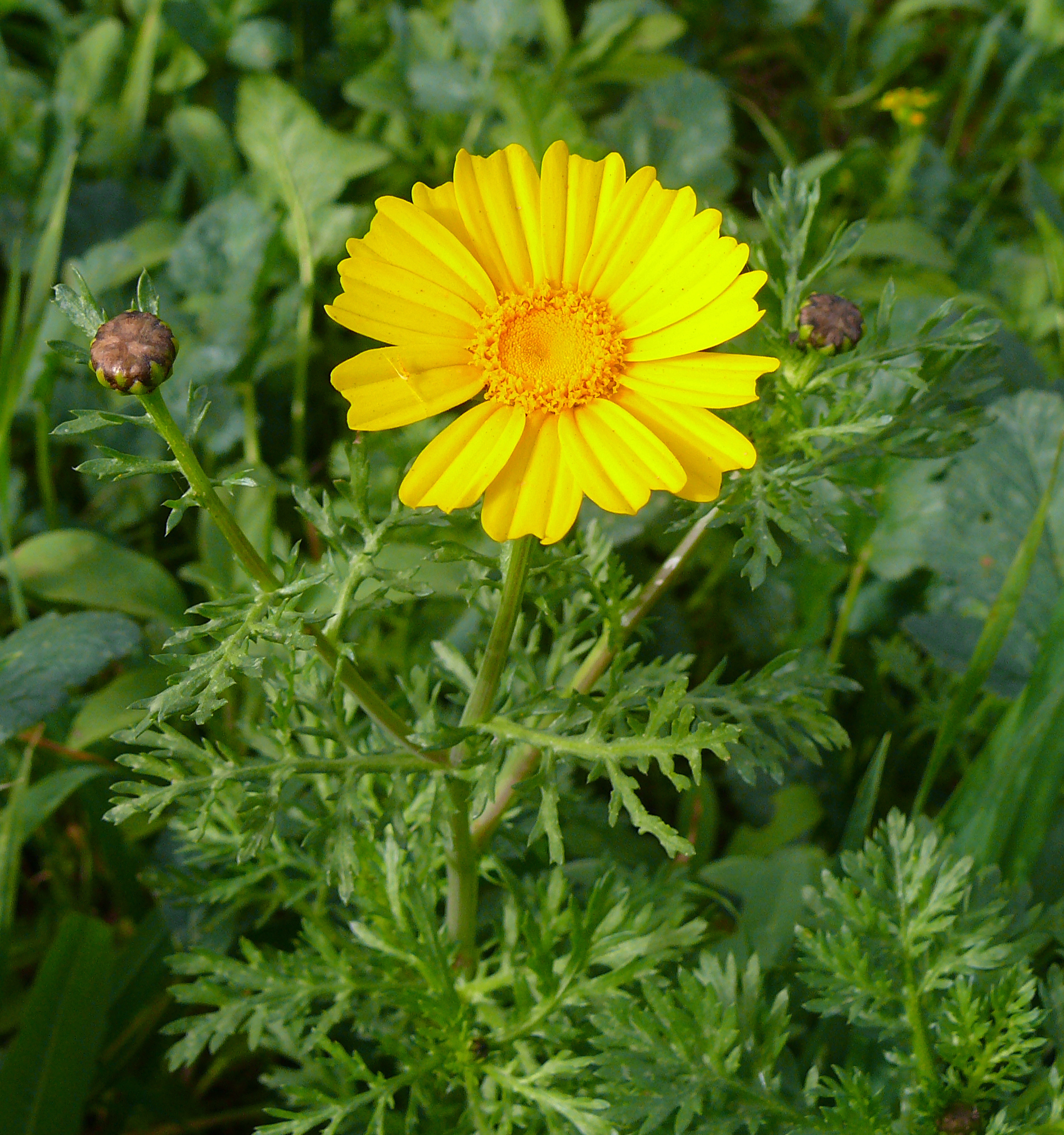
Glebionis coronaria
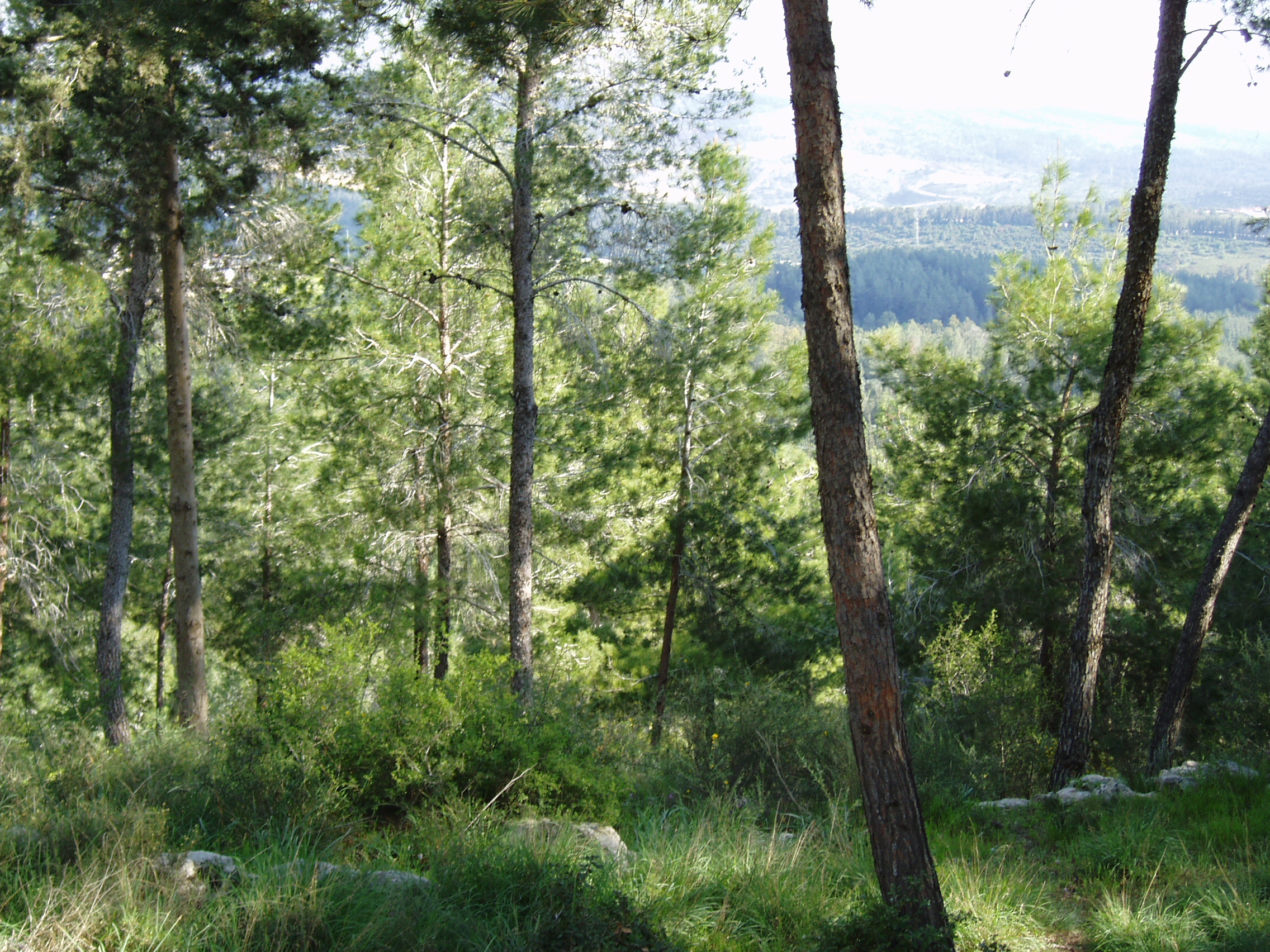
Kiefernforst (Eschtaol-Wald)

## Fauna

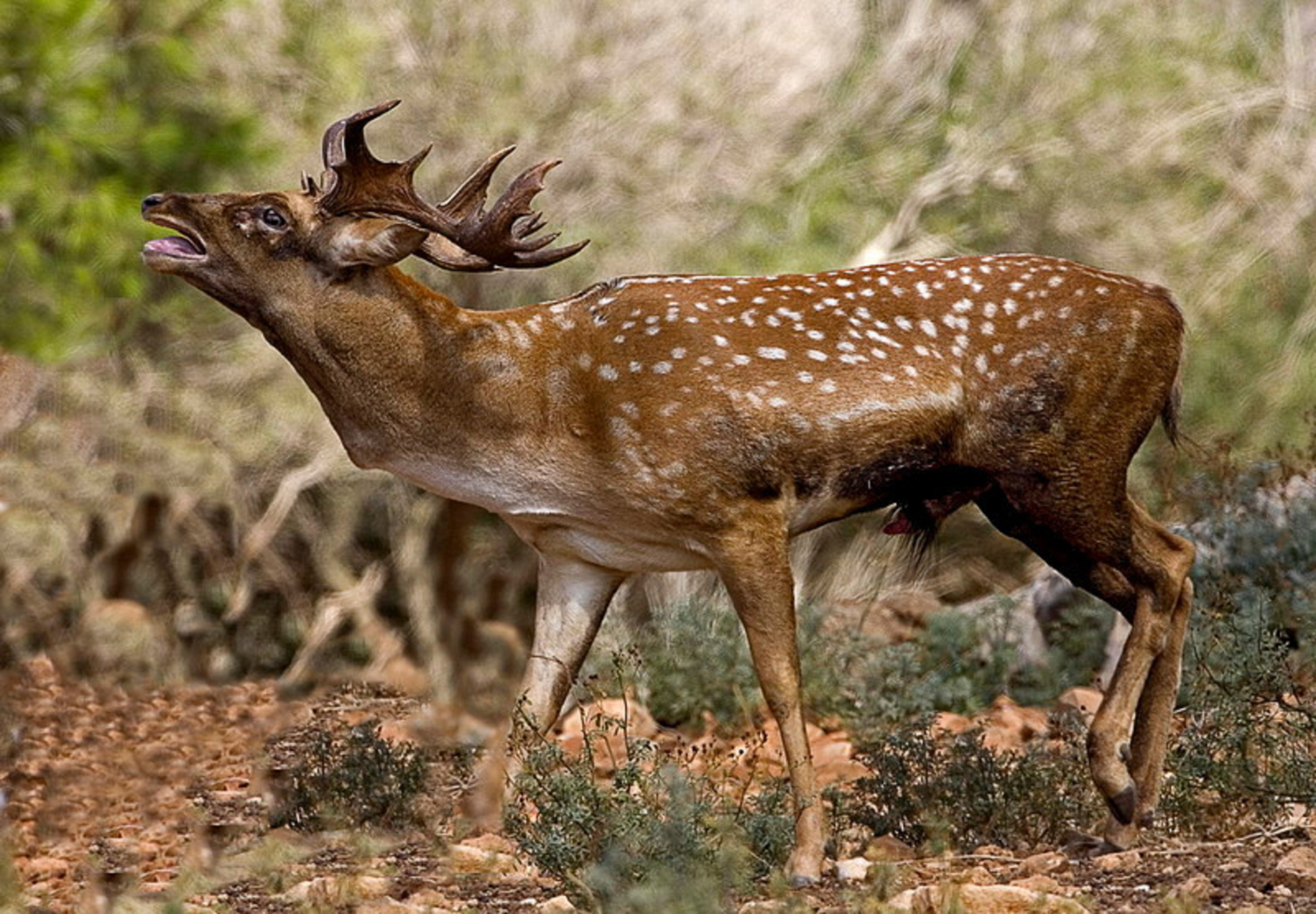
Mesopotamischer Damhirsch im Wildpark Chai Bar Karmel

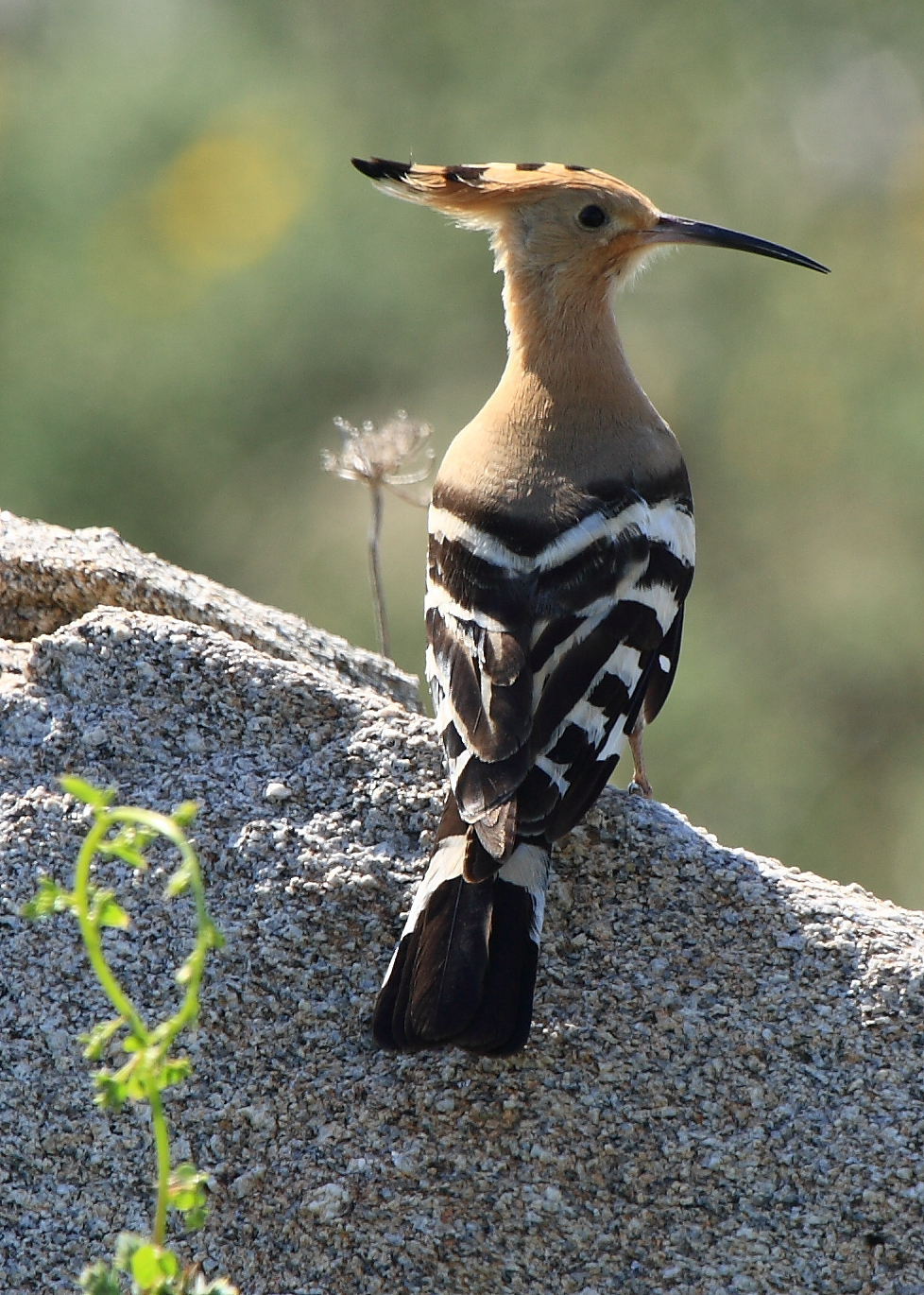
Der Wiedehopf, Nationalvogel Israels 2008

Durch seine Lage zwischen Wüstengebieten und mediterranen Wäldern hat Israel eine sehr reiche Tierwelt.

### Säugetiere
Jedoch sind zahlreiche Tiere vom Aussterben bedroht und Anfang bis Mitte des 20. Jahrhunderts starben bereits der Syrische Braunbär (Ursus arctos syriacus), der Asiatische Gepard (Acinonyx jubatus venaticus), der Syrische Halbesel (Equus hemionus hemippus) und die Arabische Kropfgazelle (Gazella subguttorosa marica) in Israel aus. Der Asiatische Löwe (Panthera leo persica) und der Kaukasische Rothirsch (Cervus elaphus maral) starben im Frühmittelalter und das Flusspferd in der Eisenzeit in Israel aus. Einige Exemplare des seltenen Arabischen Leoparden (Panthera pardus nimr) gibt es noch in der Judäischen Wüste und im Negev. Unter den Großtieren halten konnte sich beispielsweise der Nubische Steinbock.
Es gibt 33 Arten von Fledermäusen, die mittlerweile geschützt sind.
In den Wüstengebieten der Avara und des Negev wurden Arabische Oryxantilopen und Persische Halbesel (Equus hemionus onager) wiederangesiedelt, die im Wildpark von Chai Bar Jotvata gezüchtet werden. Im Norden gibt es mit Chai Bar Karmel einen ähnlichen Wildpark, in dem die Arten der mediterranen Klimazonen wie Armenische Wildschafe (Ovis orientalis gmelini) und Mesopotamische Damhirsche (Dama dama mesopotamica) gezüchtet werden, letztere werden auch Persische Damhirsche genannt und kommen auch wieder in Freiheit in Nord-Israel vor, ebenfalls wieder angesiedelt wurde das Reh (Capreolus capreolus coxi).
Die Syrische Streifenhyäne (Hyaena hyaena syriaca), der Arabische Wolf (Canis lupus arabs), die beiden Unterarten der Edmigazelle, Palästina-Berggazelle (Gazella gazella gazella) und Akaziengazelle (Gazella gazella acaciae), die Dorkasgazelle (Gazella dorcas) und das Wildschwein (Sus scrofa) sind weitere in Israel lebende Säugetiere.

### Vögel
In Israel wurden bisher 538 Vogelarten beobachtet Viele Arten werden hier außerhalb der Brutzeiten als Zugvögel registriert, für die Israel, aufgrund der geographischen Lage, eine besondere Bedeutung besitzt. Als, aktuelle oder ehemalige, Brutvögel werden 227 Arten angegeben. Eine davon, der Arabische Strauß (Struthio camelus syriacus), ist eine weltweit ausgestorbene Unterart, die übrigen sind lokal ausgestorben. 16 der Brutvogelarten sind neozoische, invasive Arten, in der Regel aus den Tropen, darunter neben 7 Papageien der Hirtenmaina und die Glanzkrähe. Von den verbleibenden zeigten 84 einen negativen und 67 einen positiven Bestandestrend, die Vorkommen der übrigen waren mehr oder weniger unverändert. 13 Arten, vor allem Greifvögel (Falkenartige), aber auch der Gänsegeier, sind durch illegales Vergiften (meist durch Pestizideinsatz) und Bejagung im Bestand bedroht.
Ausgestorben ist der Bartgeier (Gypaetus barbatus), der Ohrengeier (Aegypius tracheliotus) und der Fischuhu (Ketupa zeylonensis).
Für den ausgestorbenen Arabischen Strauß wird seit April 2001 versucht, den Nordafrikanischen Strauß (Struthio camelus camelus), eine nahe verwandte Unterart, anzusiedeln, dies scheiterte aber bisher.
Seit 2008 ist der Wiedehopf, hebräisch Duchifat, Nationalvogel von Israel.

### Amphibien und Reptilien

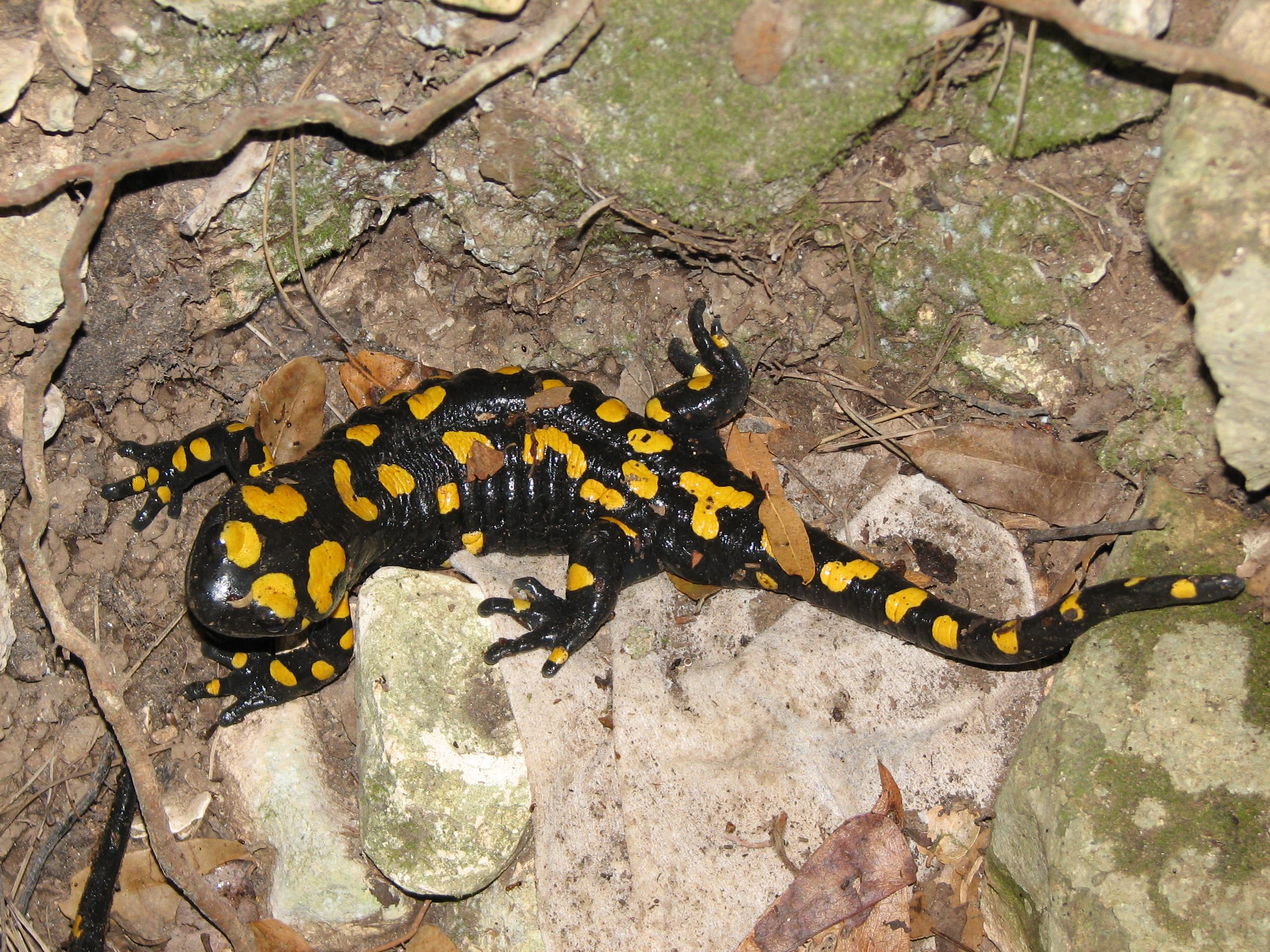
Ein Kleinasiatische Feuersalamander (Salamandra infraimmaculata), fotografiert im Karmel-Gebirge im nördlichen Israel.

In Israel sind sieben Arten von Amphibien heimisch. Weitere Arten wurden, mehr oder weniger beständig, vom Menschen eingeschleppt, darunter der Laubfrosch Hyla japonica, der bei seiner Entdeckung hier irrtümlich als neue Art gefeiert worden war. Der in den Hula-Sümpfen lebende, erst 2011 wiederentdeckte Israelische Scheibenzüngler (Latonia nigriventer), ein lebendes Fossil, ist die einzige endemische Art. Der Kleinasiatische Feuersalamander (Salamandra infraimmaculata) lebt in kleinen Populationen nur am Hermon. Weiter verbreitet sind nur die Kleinasiatische Wechselkröte (Bufotes viridis sitibundus) und der Levante-Wasserfrosch (Pelophylax bedriagae).
Es gibt in Israel 102 Reptilienarten und -unterarten. Darunter sind eine Reihe endemischer Arten, die nur hier vorkommen oder als Levante-Endemiten wenig in die Nachbarländer übergreifend. Viele davon leben im Bergland des Nordens, aber 2001 wurde mit Testudo werneri auch eine neue Landschildkrötenart im Süden entdeckt (sie kommt außerdem auf der Sinai-Halbinsel vor). Viele weitere Arten, darunter die Ringelnatter, haben hier ihre Verbreitungsgrenze.
Unter den 46 Schlangenarten sind 10 für den Menschen giftige, mit denen es jährlich zahlreiche Unfälle gibt. Die häufigste davon ist die Palästinaviper (Daboia palaestinae), die seltenste die Libanesische Bergotter (Montivipera bornmuelleri). In Israel leben unter anderem fünf Gekkos, sechs Agamen, ein Chamäleon (das mediterrane Gewöhnliche Chamäleon ist im Land recht häufig), neun Skinke und 11 Echte Eidechsen.
An den israelischen Meeresküsten nisten zwei Meeresschildkröten-Arten, Unechte Karettschildkröte und Suppenschildkröte. Das Nordöstliche Nilkrokodil (Crocodylus niloticus niloticus) ist in Israel in historischer Zeit, etwa um 1900, durch Bejagung ausgerottet worden. Letzte Vorkommen waren die Kabara-Sümpfe und das Flusstal des Taninim.

### Fische
Israel ist derzeit Heimat von etwa 691 Fischarten, von denen 636 in den angrenzenden Meeren (Mittelmeer und Rotes Meer) leben.
In israelischen Binnengewässern sind bzw. waren 32 heimische (indigene) Fischarten verbreitet, eine davon, der Aal (Anguilla anguilla) als im Meer entwickelnder Wanderfisch. Von den stehenden Gewässern beherbergt das Tote Meer keine Fische. Der ehemalige Hula-See und das umgebende Sumpfgebiet wurden trockengelegt, das Wasser zur anthropogenen Nutzung abgeleitet. In den heute hier noch vorhandenen, teichartigen Gewässern konnten nur zwei der ursprünglich 22 Arten überleben, die drei endemischen Arten Mirogrex hulensis, Nun galilaeus und Tristramella simonis subsp. intermedia sind ausgerottet. Bis heute als Lebensraum erhalten ist der See Genezareth, der größte natürliche See des Nahen Ostens und das wichtigste Trinkwasserreservoir des Landes, der aber durch Wasserspiegelschwankungen aufgrund der Wasserleitung in die Küstenebene (Scharonebene, Philistäische Ebene), sowie Abdämmung des Jordan, verändert ist. Die Fließgewässer sind durch die Wasserscheide des zentralen Hügellands in etwa zehn nach Westen zum Mittelmeer entwässernde Flüsse und in meist kleinere Bäche, die nach Osten zum Jordan (oder die Seen des Jordangrabens) entwässern, geschieden. Aus fast allen nach Westen entwässernden Fließgewässern wird der größte Teil des Wassers als Trink- oder Brauchwasser entnommen, die verbleibenden sind sehr stark verschmutzt, so dass die wenigen überlebenden Fische auf die kleinen Zuflüsse im Gebirge beschränkt bleiben. Der einzige verbliebene perennierende, und nur moderat verschmutzte, Fluss ist der Taninim.
Biogeographisch stammen etwa ein Drittel der Fischarten (Afrikanischer Raubwels und acht Buntbarsche) aus Afrika, die übrigen sind eurasischem Ursprungs, sechs davon auf den Nahen Osten beschränkt. Die Karpfenfische Acanthobrama telavivensis in den Fließgewässern zum Mittelmeer und Acanthobrama lissneri und Mirogrex terraesanctae im Jordansystem sind auf diese beschränkt. Die Schmerle Nemacheilus dori, der Buntbarsch Astatotilapia flaviijosephi leben nur im Jordansystem; Tristramella simonis simonis die häufigste indigene Art des Sees Genezareth, lebt außerdem auch in anderen Gewässern Syriens und der Levante. Gegenüber den indigenen 32 wurden schon 41 eingeführte Fischarten in israelischen Gewässern gefunden, von denen bei 12 von negativen Einflüssen auf die heimische Biodiversität ausgegangen wird. Die meisten der Arten wurden und werden kommerziell in Teichanlagen, oder für die Sportfischerei im See Genezareth, eingeführt. Der eingeschleppte Moskitofisch Gambusia affinis soll den heimischen Garra ghoerensis in Zuflüssen zum Toten Meer durch Prädation ausgerottet haben.

### Wiederansiedlungsprojekte
In den Wüstengebieten der Avarasenke und des Negev wurden die im Wildpark von Chai Bar Jotvata gezüchteten Arabische Oryxantilopen, der Afrikanische Strauß und der Persische Halbesel (Equus hemionus onager) wiederangesiedelt. Im Norden Israels gibt es mit Chai Bar Karmel einen ähnlichen Wildpark, in dem die Arten der mediterranen Klimazonen wie das Armenische Wildschaf (Ovis orientalis gmelini), der Mesopotamische bzw. Persische Damhirsch (Dama mesopotamica), der Gänsegeier und das Reh (Capreolus capreolus coxi) gezüchtet und wieder angesiedelt wurden.

## Artenschutz
In Israel gibt es zahlreiche Schutzgebiete, in denen sich 63 (Stand 2008) für den Tourismus erschlossene Anlagen befinden, die von der Israel Nature and Parks Authority (INPA, dt. etwa „Israelische Behörde für Natur und Parks“) als israelische Nationalparks und Naturreservate verwaltet und unterhalten werden.

## Umweltschäden
- Im Jahr 1915 führte eine Heuschreckenplage im damaligen Palästina zu einer regionalen Hungersnot.[33]
- Im November 2016 haben ungewöhnliche starke Waldbrände erhebliche Schäden angerichtet. Insgesamt mussten wegen den 630 Brandherden  66.000 Menschen evakuiert werden, mehr als 500 Wohnungen wurden zerstört und rund 3000 Hektar Wald verbrannten. Besonders große Brände gab es in Haifa und Zikhron Yaakov.  35 Palästinenser stehen in dem Verdacht zumindest ein Teil der Brände verursacht zu haben und wurden mit dem Verdacht der Brandstiftung festgenommen.[34][35]
- Ab 30. März 2018 begannen Palästinenser Drachen und Ballons mit Brandsätzen steigen zu lassen, diese lösten Brände auf israelischem Gebiet aus.[36] Am 2. Juni 2018 wurde durch einen Branddrachen ein Großbrand im Carmia-Naturpark, in Chof Aschkelon ausgelöst, der mindestens ein Drittel des Schutzgebietes zerstörte. Behörden sprechen vom schlimmsten Brand, seitdem Palästinenser die Feuerdrachen einsetzen.[37] Durch die terroristischen Angriffe sind bis zum 13. August 2018 7500 Hektar Ackerland und Wälder und 2700 Hektar Naturschutzgebiet mit zerstört worden.[38] Anlässlich einer vom 2. bis zum 10. August 2018 im UN-Hauptquartier dauernden Fotoausstellung sagte der israelische Botschafter Danny Danon: Der zerstörerische Feuerterrorismus bedroht nicht nur die Leben von israelischen Bürgern, sondern zerstört ein ganzes Ökosystem im Süden und verursacht unabänderliche Umweltschäden. … Die Grausamkeit und der Zynismus der Hamas hat Spielsachen zu tödlichen Waffen umfunktioniert und kennt keine Grenzen.[39]